# Klenove, Haivoron
Klenove (în ucraineană Кленове) este un sat în comuna Mohîlne din raionul Haivoron, regiunea Kirovohrad, Ucraina.

## Demografie
Componența lingvistică a localității Klenove
     Ucraineană (100%)
Conform recensământului din 2001, toată populația localității Klenove era vorbitoare de ucraineană (100%).